# Paul-Toussaint Parigi
Pour les articles homonymes, voir Parigi.
Paul-Toussaint Parigi (ou Paulu Santu Parigi en corse), né le 7 avril 1966 à Corte, est un homme politique français.
En 2001, il est élu maire dans son village de Santa-Lucia-di-Mercurio, fonction qu'il occupe jusqu'en 2021. Il devient ensuite élu comme conseiller territorial sur la liste Pè a Corsica. Il préside la communauté de communes Pasquale Paoli de 2017 à 2020, date à laquelle il est élu sénateur de Haute-Corse.

## Biographie

### Origines et jeunesse
Né le 7 avril 1966 dans la petite ville rurale de Corte, Paul-Toussaint Parigi grandit dans le village d’origine de sa famille, Santa-Lucia-di-Mercurio, à quelques kilomètres plus à l’est.
Élevé au sein d'une famille de bergers et de cultivateurs, il milite aux côtés de nationalistes pour la réouverture d'une université en Corse puis intègre l'université de Corse, qui avait été fermée en 1769 lors de l’annexion française de la Corse et rouverte plus de deux siècles plus tard, en 1981. Paul-Toussaint Parigi y obtient une double maîtrise d’histoire et de langue et culture corses en 1990 avant de valider un mémoire professionnel à l’IUFM en 1997.

### Carrière professionnelle
Conseiller principal d'éducation au lycée de Corti en 1990, il obtient par la suite un poste d’enseignant en langue et culture corses et participe à l’expérimentation associative de la première école immersive corse, a Scola corsa di Corti. Cette initiative débouche sur la création d’une filière publique complète sur le site de l’école Sandreschi. De 1997 à 2016, il anime le centre immersif linguistique de Savaghju, site unique en Corse recevant des classes primaires dans un cadre corsophone et organisant des activités tournées vers le patrimoine et la nature.
Passionné de poésie en langue corse, Paul-Toussaint Parigi reçoit en 1993 le prix de poésie de la foire du Niolo ainsi que le premier prix Chjam’è rispondi de la foire du Pratu, en 1995.

### Parcours politique
Militant et défenseur de la cause corse dès son plus jeune âge, il se fait élire en 2001 et devient maire de son village de Santa-Lucia-di-Mercurio,. Reconnu comme un acteur incontournable du monde rural, il est élu en 2015 en tant que conseiller territorial sur la liste nationaliste victorieuse Pè a Corsica. De 2017 à 2020, il préside la communauté de communes Pasquale Paoli.
Élu sénateur de Haute-Corse en septembre 2020,, il démissionne de ses fonctions de premier magistrat et de conseiller territorial pour se consacrer exclusivement à son mandat parlementaire. Il rejoint le groupe écologiste, qu'il quitte en 2023.